# Strąpie
Strąpie – osada w Polsce położona w województwie zachodniopomorskim, w powiecie myśliborskim, w gminie Barlinek.
W latach 1975–1998 miejscowość administracyjnie należała do województwa gorzowskiego. W miejscowości funkcjonował klub piłkarski Trojan Strąpie.

## Zabytki
- Kompleks folwarczny z końca XIX w. z wielkim dziedzińcem. W jego skład wchodzi neobarokowy dwór z mansardowym dachem, trzykondygnacyjną nadstawką krytą falistym naczółkiem. Część budynków folwarcznych posiada neogotyckie detale i wieżyczki. W północnej części założenia stoi kaplica z wysmukłą wieżą, za nią park[4].